# Robert Zoellick

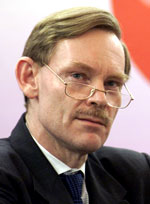
Robert Zoellick

Robert Bruce Zoellick (Naperville (Illinois), 25 juli 1953) is een Amerikaanse bankier en politicus. Op 25 juni 2007 werd hij verkozen tot voorzitter (president) van de Wereldbank. Zijn benoeming ging op 1 juli 2007 in; hij was president tot 30 juni 2012.
De weinig omstreden Zoellick werkte tot 2006 voor de regering-Bush als onderminister van Buitenlandse Zaken; hij was gespecialiseerd in China en Darfoer en stond mede aan de wieg van de verdere vrijmaking van de wereldhandel.
Daarvoor was hij handelsvertegenwoordiger voor de Verenigde Staten. In deze functie wist hij zowel de Volksrepubliek China als Taiwan lid van de Wereldhandelsorganisatie te maken. Voorts had hij deel aan de totstandkoming van een aantal vrijhandelsakkoorden, zoals die met Singapore en Chili.
Hij heeft eveneens voor de regering van Bush sr. gewerkt.
Zoellick heeft verder een lange carrière achter de rug bij verschillende private financiële instellingen. Voor zijn voorzitterschap van de Wereldbank werkte hij sinds 2006 bij de Amerikaanse zakenbank Goldman Sachs.
In 2005 was hij reeds kandidaat om het voorzitterschap van de Wereldbank op zich te nemen maar moest destijds Paul Wolfowitz voor laten gaan. Net zoals deze was hij een voorstander van de geallieerde inval in Irak in 2003 maar in tegenstelling tot Wolfowitz behoorde hij niet tot de bedenkers daarvan.
- Bibsys: 1099633
- Gemeinsame Normdatei: 137483031
- International Standard Name Identifier: 0000 0001 1494 2865
- Library of Congress Control Number: no90026763
- National Archives and Records Administration: 10574973
- Nationale Bibliotheek van Tsjechië: jo20241235653
- Nationale Bibliotheek van Israël: 987007439545105171
- Nationale en Universitaire bibliotheek Zagreb: 000604359
- Nederlandse Thesaurus van Auteursnamen: 356626482
- Réseau des bibliothèques de Suisse occidentale: 02-A004001590
- SNAC: w6g31qsk
- Système universitaire de documentation: 083006788
- Virtual International Authority File: 81668041
- WorldCat: E39PBJdrJvjPTkQvh6FYXjhfv3